# Inger Olausson
Inger Maria Olausson, född 11 december 1969, är en svensk hortonom och hortikultur- och agrarhistoriker. 
Inger Olausson växte upp på Tjörn och studerade på trädgårdslinjen på Lantbruksskolan i Dingle, numera Dinglegymnasiet. Efter folkhögskolestudier utbildade hon sig till hortonom på Sveriges lantbruksuniversitet. Från 2001 var hon anställd vid lantbruksuniversitetet, och arbetade bland annat med undervisning och så småningom även forskarstudier. Olausson disputerade som agronomie doktor i agrarhistoria 2014 på en avhandling om handelsträdgårdarnas historia.
Hon har varit universitetslektor i kulturvård vid Göteborgs universitet och akademiforskare vid Kungliga Vitterhetsakademien, där hon etablerade forskningsfältet hortikulturhistoria. År 2018 valdes hon in som ledamot i Kungliga Skogs- och Lantbruksakademien.
Inger Olausson var pedagogisk utvecklare på enheten för universitetspedagogik på Uppsala universitet 2022–2024. Sedan 2024 är hon forskningssamordnare på Järnvägsmuseet vid Statens maritima och transporthistoriska museer. Hon är även ledamot i Kålrotsakademien.
Inger Olausson är syster till Peter Olausson.